# Lijst van voetbalinterlands Kaapverdië - Mauritanië
Deze lijst van voetbalinterlands is een overzicht van alle officiële voetbalwedstrijden tussen de nationale teams van Kaapverdië en Mauritanië. De Afrikaanse landen speelden tot op heden elf keer tegen elkaar. Het eerste duel betrof een vriendschappelijke wedstrijd, die werd gespeeld op 1 mei 1988 in Bissau (Guinee-Bissau). De laatste ontmoeting, een kwalificatiewedstrijd voor de Afrika Cup 2025, vond plaats in Nouakchott op 19 november 2024.

## Wedstrijden
| №  | Plaats     | Datum             | Competitie                                        | Wedstrijd               | Uitslag |
| -- | ---------- | ----------------- | ------------------------------------------------- | ----------------------- | ------- |
| 1  | Bissau     | 1 mei 1988        | Vriendschappelijk                                 | Kaapverdië – Mauritanië | 3 – 2   |
| 2  | Nouakchott | 19 november 1995  | Vriendschappelijk                                 | Mauritanië – Kaapverdië | 1 – 1   |
| 3  | Banjul     | 2 december 1997   | Vriendschappelijk                                 | Kaapverdië – Mauritanië | 2 – 2   |
| 4  | Nouakchott | 7 april 2001      | Vriendschappelijk                                 | Mauritanië – Kaapverdië | 0 – 1   |
| 5  | Nouakchott | 6 september 2002  | Afrika Cup 2004 kwalificatie                      | Mauritanië – Kaapverdië | 0 – 2   |
| 6  | Praia      | 21 juni 2003      | Afrika Cup 2004 kwalificatie                      | Kaapverdië – Mauritanië | 3 – 0   |
| 7  | Praia      | 27 juli 2019      | African Championship of Nations 2020 kwalificatie | Kaapverdië − Mauritanië | 0 − 0   |
| 8  | Nouakchott | 3 augustus 2019   | African Championship of Nations 2020 kwalificatie | Mauritanië − Kaapverdië | 2 − 1   |
| 9  | Abidjan    | 29 januari 2024   | Afrika Cup 2023                                   | Kaapverdië − Mauritanië | 1 − 0   |
| 10 | Praia      | 10 september 2024 | Afrika Cup 2025 kwalificatie                      | Kaapverdië − Mauritanië | 2 − 0   |
| 11 | Nouakchott | 19 november 2024  | Afrika Cup 2025 kwalificatie                      | Mauritanië − Kaapverdië | 1 − 0   |

## Samenvatting
| Competitie                                   | Totaal gespeeld | Winst Kaapverdië | Gelijk | Winst Mauritanië | Doelsaldo Kaapverdië – Mauritanië |
| -------------------------------------------- | --------------- | ---------------- | ------ | ---------------- | --------------------------------- |
| Afrika Cup                                   | 1               | 1                | 0      | 0                | 1 − 0                             |
| Afrika Cup-kwalificatie                      | 4               | 3                | 0      | 1                | 7 − 1                             |
| African Championship of Nations-kwalificatie | 2               | 0                | 1      | 1                | 1 − 2                             |
| Vriendschappelijk                            | 4               | 2                | 2      | 0                | 7 − 5                             |
| Totaal                                       | 11              | 6                | 3      | 2                | 16 − 8                            |

FCF · A-internationals · Selecties · Bondscoaches · Kaapverdisch vrouwenelftal · Kaapverdië U21 · Kaapverdië U20 · Kaapverdië U19 · Kaapverdië U18 · Kaapverdië U17
1979 – 1989 · 
1990 – 1999 · 
2000 – 2009 · 
2010 – 2019 ·
2020 − 2029
1979 · 
1980 · 
1981 · 
1982 · 
1983 · 
1984 · 
1985 · 
1986 · 
1987 · 
1988 · 
1989 · 
1990 · 
1991 · 
1992 · 
1993 · 1993 · 
1995 · 
1996 · 
1997 · 
1998 · 
1999 · 
2000 · 
2001 · 
2002 · 
2003 · 
2004 · 
2005 · 
2006 · 
2007 · 
2008 · 
2009 · 
2010 · 
2011 · 
2012 · 
2013 · 
2014 · 
2015 · 
2016 · 
2017 · 
2018 ·
2019 ·
2020 ·
2021 ·
2022 ·
2023 ·
2024
Algerije ·
Andorra ·
Angola ·
Bahrein ·
Botswana ·
Burkina Faso ·
Centraal-Afrikaanse Republiek ·
Comoren ·
Congo-Brazzaville ·
Congo-Kinshasa ·
Ecuador ·
Egypte ·
Equatoriaal-Guinea ·
Ethiopië ·
Gabon ·
Gambia ·
Ghana ·
Guinee ·
Guinee-Bissau ·
Guyana ·
Kameroen ·
Kenia ·
Lesotho ·
Liberia ·
Libië ·
Liechtenstein ·
Luxemburg ·
Madagaskar ·
Mali ·
Malta ·
Marokko ·
Mauritanië ·
Mauritius ·
Mozambique ·
Niger ·
Nigeria ·
Oeganda ·
Portugal ·
Rwanda ·
Sao Tomé en Principe ·
San Marino ·
Senegal ·
Sierra Leone ·
Swaziland ·
Tanzania ·
Togo ·
Tunesië ·
Zambia ·
Zimbabwe ·
Zuid-Afrika
FFRIM · A-internationals · Mauritaans vrouwenelftal
1960 – 1969 · 
1970 – 1979 · 
1980 – 1989 · 
1990 – 1999 · 
2000 – 2009 · 
2010 – 2019 ·
2020 − 2029
Algerije ·
Angola ·
Bahrein ·
Benin ·
Botswana ·
Burkina Faso ·
Burundi ·
Canada ·
Centraal-Afrikaanse Republiek ·
Comoren ·
Congo-Brazzaville ·
Congo-Kinshasa ·
Equatoriaal-Guinea ·
Egypte ·
Ethiopië ·
Gabon ·
Gambia ·
Guinee ·
Guinee-Bissau ·
Irak ·
Ivoorkust ·
Jemen ·
Jordanië ·
Kaapverdië ·
Kameroen ·
Kenia ·
Lesotho ·
Libanon ·
Liberia ·
Libië ·
Madagaskar ·
Mali ·
Marokko ·
Mauritius ·
Mozambique ·
Niger ·
Oeganda ·
Oman ·
Palestina ·
Rwanda ·
Saoedi-Arabië ·
Senegal ·
Sierra Leone ·
Soedan ·
Somalië ·
Syrië ·
Tanzania ·
Togo ·
Tunesië ·
Verenigde Arabische Emiraten ·
Zambia ·
Zimbabwe ·
Zuid-Afrika ·
Zuid-Jemen ·
Zuid-Soedan